# Галилејеви сателити
Галилејеви сателити или месеци су група од 4 природна сателита планете Јупитер, које је открио Галилео Галилеј. Највећи су од свих Јупитерових месеца, а имена су добили по именима љубавница старогрчког врховног бога Зевса — Ио, Европа, Ганимед и Калисто.
Откривени су у периоду између 1609. и 1610, када је Галилеј начинио извесна побољшања на свом телескопу, што му је омогућило да много јасније него раније посматра појединачна небеска тела. Ово откриће је показало значај телескопа за астрономе, тако што је доказало да се у свемиру налазе тела која је немогуће видети голим оком. Такође, откриће небеских тела која се окрећу око нечега другог сем Земље је задало озбиљан ударац тада прихваћеној теорији геоцентричног система света, према којој се сва небеска тела у свемиру окрећу око Земље.
Првобитно, Галилеј је новооткривена небеска тела назвао Козимовим звездама, алу су, на крају, општеприхваћена имена постала она која им је дао Симон Мариј. Он је тврдио да је Јупитерова 4 месеца открио у исто време када и Галилеј и дао им је њихова садашња имена у свом делу „Свет Јупитера“ (лат. Mundus Jovialis; 1614).